# Sticky Fingaz
Sticky Fingaz, Sticky, właśc. Kirk Jones (ur. 3 listopada 1973 w Nowym Jorku) – amerykański raper, aktor oraz członek zespołu Onyx.

## Życiorys
W 1991 roku wspólnie z kuzynem Fredro Starrem, Tyrone Taylorem i Marlonem Fletcherem założył gangsta raperską grupę Onyx. W 1993 roku Onyx wydał debiutancki album Bacdafucup, który zajął siedemnastą pozycję w notowaniu Billboard 200. Album dobrze się sprzedał i został okryty multiplatyną. Od tamtej pory Jones nagrał jeszcze pięć płyt z Onyx i wydał dwa albumy solowe, które zostały świetnie przyjęte. Kirk współpracował także z takimi artystami jak Eminem czy Snoop Dogg.
Karierę aktorską rozpoczął w 1995 roku. Jest najbardziej znany z roli Maurice’a "Dymu" Williamsa w serialu wojennym stacji FX Odległy front. W serialu stacji Spike Blade: The Series wcielił się w postać tytułową.

## Dyskografia
Studyjne
- Blacktrash: The Autobiography of Kirk Jones (2001)
- Decade: „…but wait it gets worse” (2003)

## Filmografia
- Blade: The Series jako Blade (2006)
- Dom śmierci II: Śmiertelny cel (House of the Dead II: Dead Aim) jako Dalton (2005)
- Odległy front (Over There) jako szeregowiec Maurice "Dym" Williams
- Karzeł 6: Powrót do dzielnicy (Leprechaun: Back 2 tha Hood) jako Cedric (2003)
- Następny piątek (Next Friday) jako Tyrone